# دتول

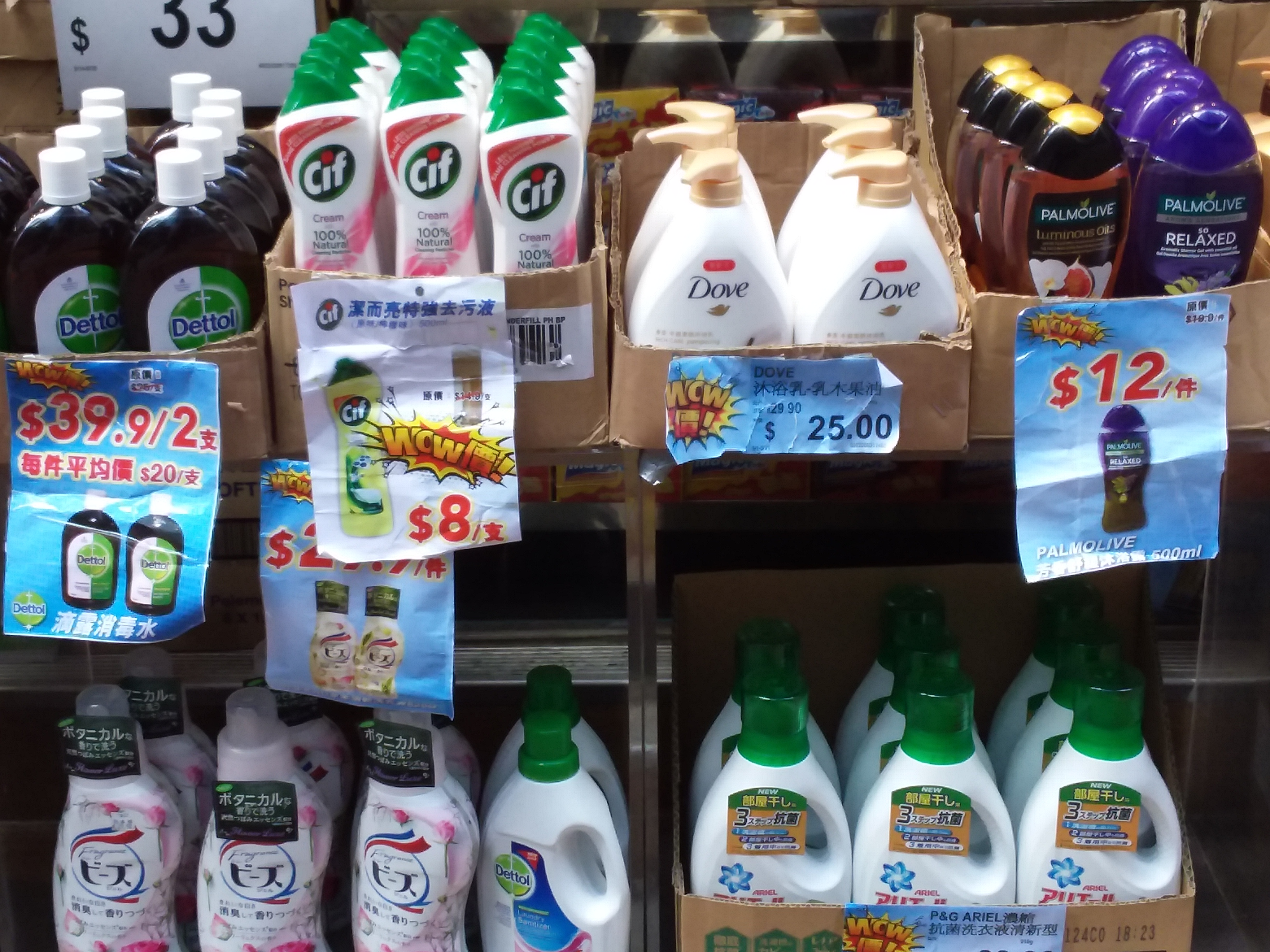
محصولات شرکت دتول

دتول (انگلیسی: Dettol) شرکت لوازم بهداشتی بریتانیایی است، که در سال ۱۹۳۲ تأسیس شد.